# Army Men: Air Attack
Army Men: Air Attack (sorti sous le titre Army Men: Air Combat sur Nintendo 64 et Game Boy Color) est un jeu vidéo de type shoot 'em up développé et édité par The 3DO Company, sorti en 1999 sur PlayStation, Nintendo 64, Game Boy Color et Windows.

## Système de jeu
Le joueur pilote un hélicoptère et, en vue de dessus, traverse des environnements en trois dimensions. Le jeu est séparé en niveaux, chacun d'entre eux ayant un objectif présenté avant le début du niveau sous la forme d'un briefing. Le joueur peut piloter quatre hélicoptères différents qui possèdent chacun leurs propres spécificités. Il lui est également requis de choisir un copilote avant chaque mission, ce qui influe sur la puissance de feu de l'engin.